# Microbeliscus
Microbeliscus is een geslacht van uitgestorven weekdieren uit de klasse van de Gastropoda (slakken).

## Soorten
- Microbeliscus inaspectus (Fuchs, 1870) †
- Microbeliscus turbinelloides (Fuchs, 1870) †